# Scelolophia hepaticaria
Scelolophia hepaticaria är en fjärilsart som beskrevs av Achille Guenée 1858. Scelolophia hepaticaria ingår i släktet Scelolophia och familjen mätare. Inga underarter finns listade.